# Le Chaudron infernal
Le Chaudron infernal er en fransk stumfilm fra 1903 af Georges Méliès.